# Yuri Manuylov
Yuri Manuylov (en ruso: Юрий Мануйлов), (Krasnodar, 10 de junio de 1964) es un exciclista ruso. Fue profesional del 1991 hasta el 1995, aunque ya competía en pruebas como amateur cuando todavía era soviético.

## Palmarés
- 1990
  - 1º en el Dúo Normando (con Dimitri Vassilichenko)
  - Vencedor de una etapa a la Settimana Ciclistica Bergamasca
  - 1º en el Tour de Poitou-Charentes y vencedor de una etapa
  - Vencedor de una etapa al Tour de Normandía
- 1991
  - Vencedor de una etapa en la Trofeo Castilla y León
- 1992
  - Vencedor de una etapa en la Vuelta a Portugal

### Resultados a la Vuelta a España
- 1991. 86.º de la clasificación general

### Resultados al Giro de Italia
- 1993. 108.º de la clasificación general